# 1813 Imhotep
1813 Imhotep è un asteroide della fascia principale del diametro medio di circa 24,73 km. Scoperto nel 1960, presenta un'orbita caratterizzata da un semiasse maggiore pari a 2,6839324 UA e da un'eccentricità di 0,0791796, inclinata di 8,09201° rispetto all'eclittica.
L'asteroide è dedicato all'astronomo e architetto egizio Imhotep.